# 大洋州諸語
| メラネシア | ミクロネシア | ポリネシア |

大洋州諸語の分布図
西大洋州諸語および中部メラネシア諸語
セント・マタイアス諸語
南東ソロモン諸語
アドミラルティ諸島諸語およびヤップ語
テモツ諸語
南大洋州諸語
ミクロネシア諸語
フィジー・ポリネシア諸語
※チャモロ語（グアムなど）、パラオ語（パラオ）、パプア諸語は大洋州諸語に含まれないので、黒い円にて示されている。

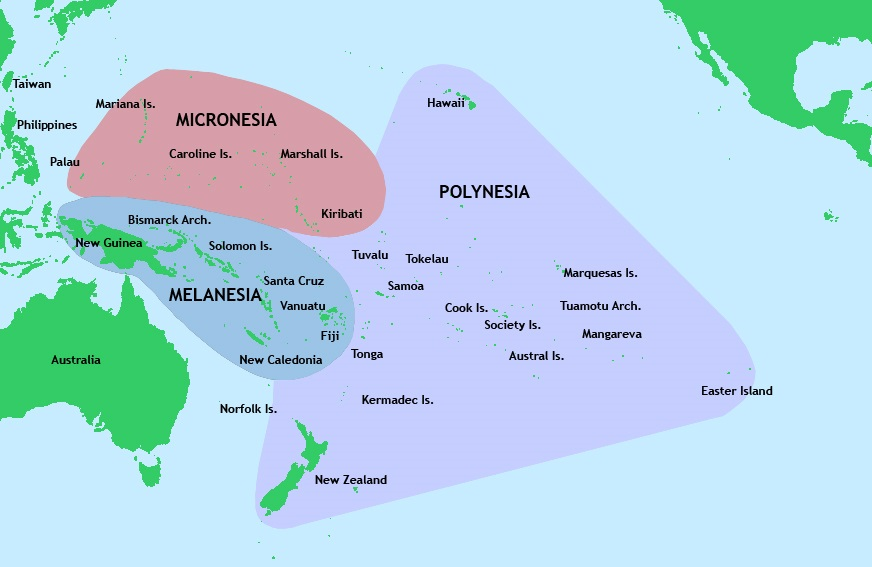
（参考）
メラネシア
ミクロネシア
ポリネシア

大洋州諸語（たいようしゅうしょご、またはオセアニア諸語、Oceanic languages）とは、オーストロネシア語族マレー・ポリネシア語派に属す言語集団であり、おそらく1つの祖語に由来する系統（語派）をなすと考えられている。およそ450言語からなる。

## 概要
話者はオセアニア島嶼部の非常に広い範囲、すなわちポリネシア全域、メラネシア（ニューギニア島は北岸・東岸部のみ）とミクロネシア（西部を除く）に住み、人口は200万人を超える。
最も多いのはサモア語（80万人以上）で、次いでフィジー語（50万人以上）が多い。他に10万人またはそれ以上の話者がいる言語としては、キリバス語、トンガ語、タヒチ語、マオリ語、クアヌア語（Kuanua、またはトライ語Tolai：ニューブリテン島東部）がある。
かつてメラネシア地域の言語がメラネシア諸語としてまとめられたこともある。メラネシア諸語は音韻論的に比較的複雑で、文法的には被所有物が類別されるといった共通点があるが、現在ではミクロネシア諸語（インドネシア・フィリピン諸言語に近いチャモロ語・パラオ語は除く）やポリネシア諸語を含めて共通祖語に由来すると考えられている。メラネシア東端部のフィジー語などはポリネシア諸語に近い。ポリネシア諸語は典型的な開音節語で音韻論的にも非常に単純になっている。人称代名詞は3つの人称が区別され、数は単数・双数・複数のほか、三数を区別する言語もある。1人称双数以上では除外形と包括形を区別する。

## 分類
分類については諸説あるが、普通次のように分類され、語彙統計学的研究 もほぼこれを支持する。
- 西大洋州諸語 (Western Oceanic) - ニューギニア島北岸からニューブリテン島西部
  - 北ニューギニア諸語（英語版）
    - アヌス語 - インドネシア パプア州、アヌス島
    - ソベイ語（英語版） - インドネシア パプア州
    - シサノ語 - パプアニューギニア サンダウン州
    - マナム語（英語版） - パプアニューギニア マナム島
    - ゲダーゲド語（英語版） - パプアニューギニア マダン州
    - シオ語（英語版） - パプアニューギニア モロベ州
    - バリアイ語（英語版） - パプアニューギニア ニューブリテン島
    - ヤベム語（英語版） - パプアニューギニア モロベ州
    - アゼラ語（英語版） - パプアニューギニア モロベ州

  - Papuan Tip諸語（英語版）[3]
    - 中核Papuan Tip諸語
      - スアウ語（英語版） - パプアニューギニア スアウ島
      - ドブ語（英語版） - パプアニューギニア ドブ島
      - ドゥアウ語（英語版） - パプアニューギニア ダントルカストー諸島
      - アレ語（英語版） - パプアニューギニア ミルン湾州
      - タウポタ語（英語版） - パプアニューギニア ミルン湾州
      - ブァイドカ語（英語版） - パプアニューギニア ミルン湾州

    - 中央Papuan Tip諸語
      - モトゥ語（英語版） - モトゥ語を基にしたピジン言語はヒリモトゥ語（パプアニューギニアの公用語）
      - ケアパラ語（英語版） - パプアニューギニア中央州
      - シナゴロ語（英語版） - パプアニューギニア中央州

    - キリヴィラ語 - パプアニューギニア トロブリアンド諸島
    - ミシマ語（英語版） - パプアニューギニア ミシマ島
- 中部メラネシア諸語（英語版） (Meso-Melanesian) - ビスマルク諸島、ソロモン諸島　※西大洋州諸語に含める場合もある
  - クアヌア語（トライ語） - パプアニューギニア東ニューブリテン州
  - セント・マタイアス諸語（英語版） - パプアニューギニア セント・マタイアス諸島
    - ムサウ・エミラ語（英語版）

  - 北西ソロモン諸語（英語版）
    - ハリア語（英語版） - パプアニューギニア ブーゲンビル島
    - テオプ語（英語版） - パプアニューギニア ブーゲンビル島
    - ババタナ語 - ソロモン諸島チョイスル島
    - ロヴィアナ語 - ソロモン諸島ニュージョージア島

  - 南東ソロモン諸語（英語版） ※中部メラネシア諸語に含まない場合もある
    - ブゴトゥ語（英語版） - ソロモン諸島サンタイサベル島
    - ンゲラ語（英語版） - ソロモン諸島フロリダ諸島
    - レンゴ語（英語版） - ソロモン諸島ガダルカナル島
    - ムビラオ語（英語版） - ソロモン諸島ガダルカナル島
    - アロシ語（英語版） - ソロモン諸島マキラ島
    - バウロ語（英語版） - ソロモン諸島マキラ島
    - クワラアエ語（英語版） - ソロモン諸島マライタ島
    - ラウ語（英語版） - ソロモン諸島マライタ島
    - アレアレ語（英語版） - ソロモン諸島マライタ島
    - サア語（英語版） - ソロモン諸島マライタ島
- アドミラルティ諸島諸語 (Admiralty Islands) - パプアニューギニアアドミラルティ諸島（ヤップ語はこれに近いとの説もあるが明確でない）
  - ティタン語（英語版） - マヌス島
- ヤップ語 - ミクロネシア連邦ヤップ島
- テモツ諸語（英語版） - ソロモン諸島テモツ州
  - グニヴォ語 - ソロモン諸島リーフ諸島（英語版）
  - アンバ語（英語版） - ソロモン諸島ウトゥプア島
  - ヴァノ語（英語版） - ソロモン諸島ヴァニコロ島
- 南大洋州諸語（英語版） (Southern Oceanic) - フランス領ニューカレドニア、バヌアツ
  - モタ語（英語版） - バヌアツ モタ島（シュガーローフ島）
  - グナ語（英語版） - バヌアツ エファテ島
  - レナケル語（英語版） - バヌアツ タンナ島
  - ンドゥベア語（英語版） - フランス領ニューカレドニア
  - クニェ語（英語版） - フランス領ニューカレドニア
  - チェムヒン語（英語版） - フランス領ニューカレドニア
  - パーチン語（英語版） - フランス領ニューカレドニア
  - ハヴェケ語（英語版） - フランス領ニューカレドニア
  - ムアヴェケ語（英語版） - フランス領ニューカレドニア
  - アンジエ語（英語版） - フランス領ニューカレドニア
  - ネンゴネ語（英語版） - フランス領ニューカレドニア ロイヤルティ諸島
  - デフ語（英語版） - フランス領ニューカレドニア ロイヤルティ諸島
  - イアイ語（英語版） - フランス領ニューカレドニア ロイヤルティ諸島
- ミクロネシア諸語 - ミクロネシア
  - ナウル語 - ナウル
  - キリバス語 - キリバス
  - マーシャル語 - マーシャル諸島
  - コスラエ語 - ミクロネシア連邦 コスラエ州
  - チューク・ポナペ諸語 - チューク語、カロリン語、ポンペイ語
- 中央太平洋諸語（フィジー・ポリネシア諸語）- フィジー、ポリネシア
  - フィジー語
  - ロツマ語 - フィジー ロツマ島
  - ポリネシア諸語
    - トンガ諸語（英語版） - トンガ語、ニウエ語
    - 中核ポリネシア諸語（英語版）
      - サモア諸語（英語版） - サモア語、トケラウ語、ツバル語
      - 東ポリネシア諸語 - タヒチ語、ラロトンガ語、マオリ語、ハワイ語、ラパ・ヌイ語